# Весела Димитрова
Весела Кирова-Димитрова е българска състезателка по художествена гимнастика, понастоящем треньор. Треньор на ансамбъла по художествена гимнастика на България – Олимпийски шампион от Летните олимпийски игри 2020.

## Кратка биография
Весела Кирова-Димитрова е родена в град Варна на 28-10-1975. Започва да тренира художествена гимнастика още от най-ранна възраст в родния си град. Впоследствие заминава за София и става състезателка в клуб „Илиана“ – София. Весела Димитрова е носител на сребърен медал с ансамбъл жени на България на Световното първенство през 1991 година в Атина и е сребърна медалистка през 1992 година в от Европейското първенство в Щутгарт, като тогава още е с фамилия Кирова.
Прекратява своята кариера едва на 17-годишна възраст, а по-късно завършва своето образование в НСА. Започва да работи като треньор в клуб „Илиана“. През 1999 година започва да работи с националния ансамбъл на България – девойки, с който завоюва сребърен медал на Европейското първенство в Будапеща. По-късно създава и свой клуб по художествена гимнастика в Пловдив.
В периода от 2009 до 2013 година е старши треньор на Националния отбор по художествена гимнастика на Швейцария. С тази формация печели бронзов медал на Световната купа в Лисабон, и достига четвърто място на Световното първенство в Монпелие на обръчи и ленти. През 2016 година поема ансамбъла на България от Ина Ананиева.
През 2017 година е избрана за Треньор на годината на България. Тя е третата треньорка по художествена гимнастика след Нешка Робева (1984) и Ина Ананиева (2014 и 2016 г.), победител в традиционната анкета на вестник „Труд“.
Начело на българския ансамбъл по художествена гимнастика, Димитрова и екипът печелят златен медал от Олимпийските игри в Токио (2020), като състезателките са в състав: Симона Дянкова, Стефани Кирякова, Мадлен Радуканова, Лаура Траатс и Ерика Зафирова. Момичетата заслужават Олимпийското злато с резултат 92,100 точки.
Почетен гражданин на София (2021).

## Личен живот
Весела Димитрова е семейна. Съпруга ѝ Венцислав Димитров е футболист, играл за ПФК Славия (София). Двамата имат дъщеря – Лидия, също състезател по художествена гимнастика, която живее и се състезава в Швейцария.
Хобито ѝ е конна езда.